# Gesù della Pietà
Il Gesù della Pietà, chiamato anche Gesù della Canna, è un simulacro raffigurante Gesù coronato di spine, coperto da una veste color porpora e con una canna in mano. Il simulacro, il cui volto richiama il sentimento di una vittima pesantemente dileggiata, risale probabilmente agli inizi del Settecento ed era originariamente collocato nel bagno penale di Livorno; dalla metà del Settecento si trova nella chiesa di Santa Caterina a Livorno, dove è diventato oggetto di devozione popolare.
Il Gesù della Pietà fa parte di un gruppo di cinque simulacri che rappresentano i diversi "misteri dolorosi": l'agonia di Gesù nell'orto degli ulivi, la flagellazione di Gesù alla colonna, l'incoronazione di spine, la Salita al Calvario e la crocifissione e la morte di Gesù. I cinque simulacri furono modellati e destinati all'Ospedale presente nel bagno penale di Livorno.

## Le origini
La costruzione del Gesù della Pietà e degli altri quattro simulacri fu suscitata da esigenze di carattere religioso, sorte alla fine del Seicento nell'edificio destinato alla segregazione degli schiavi e ai condannati ai lavori forzati (chiamato più comunemente "Bagno") a Livorno. Poiché all'interno di questo edificio si venivano a trovare persone di diverse etnie e religioni, nacque la richiesta di avere all'interno del Bagno due ospedali separati tra di loro, uno per i cristiani e uno per i musulmani, e di avere all’interno dell'ospedale dedicato ai cristiani una rappresentazione che potesse portare conforto agli infermi, come quella dei dolori del Cristo.

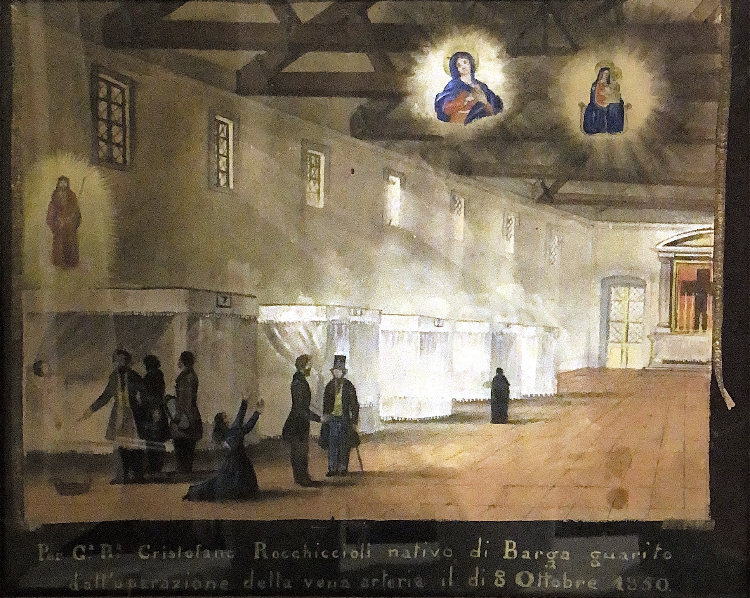
Un tipico altare in testa a uno stanzone di degenza

 All'interno del Bagno erano presenti una chiesa ed un piccolo convento per i cappuccini, mentre per i degenti dell'ospedale era stato collocato solamente un altare in testa allo stanzone come testimonia un ex voto per grazia ricevuta dedicato alla Madonna e a Gesù della Pietà. A farsi carico di queste necessità fu il padre cappuccino Ginepro da Barga (al secolo Cristofano Cestoni) a cui venne affidata, nel 1677, la carica di capo missionario dei cappuccini responsabili della cura spirituale e morale dei cristiani. Ginepro da Barga cercò sempre di occupare i confratelli in diverse attività (come l'istruzione, l'orazione, le funzioni e le processioni programmate per ogni giorno dell'anno), per evitare che ci fossero tempi morti durante la giornata, come imposto dalle regole cappuccine.
Nel 1697 padre Ginepro si rivolse al Granduca Cosimo III, affinché venisse costruito nel bagno un nuovo ospedale per il servizio dei Turchi (contiguo a quello dei Cristiani) e si realizzassero una statua a grandezza d'uomo, rappresentante un Cristo morto, da collocare sotto l'altare dell'ospedale del Bagno, e altri quattro simulacri, raffiguranti i principali misteri della Passione di Gesù. In particolare, la funzione del Gesù della pietà era quella di permettere a chiunque si sentisse nella condizione di "povero Cristo" di trovare un'entità che lo potesse comprendere.

## La costruzione dei simulacri
La modellazione dei simulacri di cartapesta è attribuita al padre cappuccino Giovanni Maria da Mentone della Provincia cappuccina di Genova. 
Per la collocazione del simulacro del Cristo morto, il 19 marzo 1699 venne fatta una processione verso il Bagno che coinvolse i musicisti del Duomo.. Nello stesso anno, il giorno della Festa di S. Giacomo Apostolo, venne programmata una funzione durante la quale furono posti nell'ospedale del Bagno altri due simulacri rappresentanti Gesù che prega nell'Orto degli Ulivi e Gesù Flagellato. Gli ultimi due simulacri, Gesù che porta la Croce e Gesù con la Corona di spine, furono posti nell'ospedale il 30 novembre 1701, ma di questi non è presente traccia documentale relativa all'autore e alla loro provenienza.
Infatti le uniche informazioni note grazie a padre Filippo Bernardi e padre Ginepro da Barga riportano che nel novembre del 1701 venne istituita una solenne rappresentazione della Passione, durante la quale vennero esposte nella chiesa del Bagno le statue di Gesù che porta la Croce sulle spalle e di Gesù Incoronato.

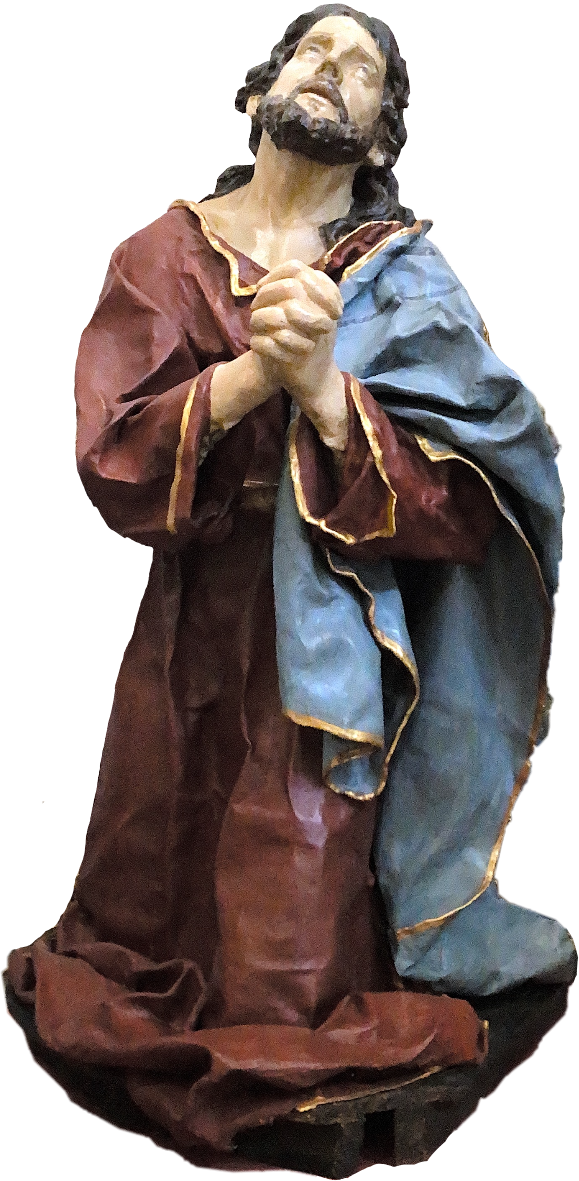
Gesù nell'Orto degli Ulivi
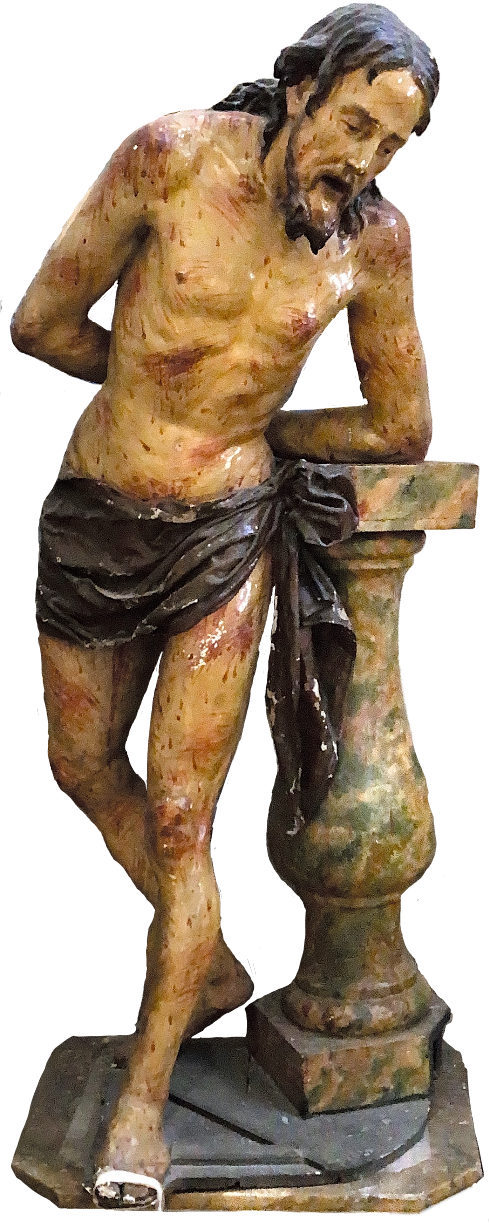
Gesù Flagellato alla colonna
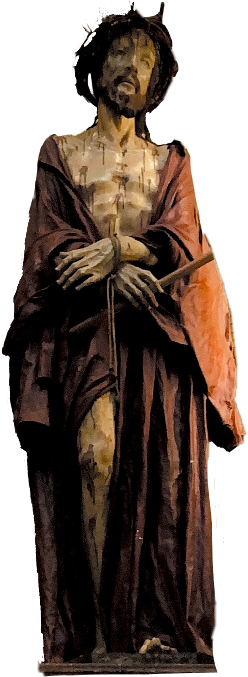
Gesù con la Corona di spine e con la canna
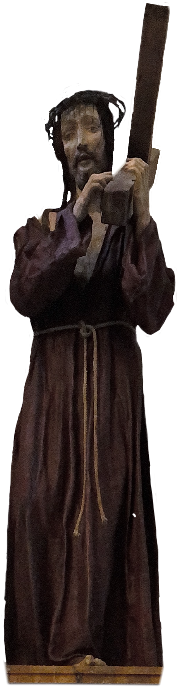
Gesù che porta la Croce
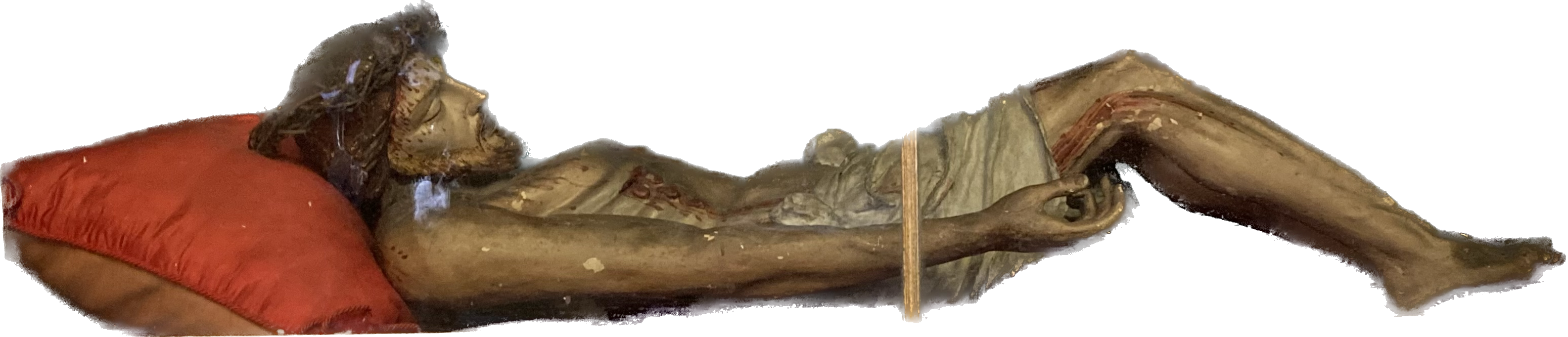
Gesù Morto

Non è ancora certo se Giovanni Maria da Mentone nella progettazione dei simulacri abbia preso a modello altre opere già esistenti; tuttavia nel simulacro di Gesù Flagellato alla colonna è possibile riscontrare delle analogie con il Gesù Flagellato di Caravaggio del 1607-1610: la posizione delle gambe e del braccio destro, la presenza del perizoma e la mancanza di dolore sul volto, su cui compare piuttosto un'espressione di sopportazione e meditazione.

## La chiusura del Bagno e l'esposizione alla pubblica venerazione
A seguito della chiusura del Bagno, il 13 febbraio 1750, i prigionieri non più utili come rematori vennero in parte esiliati e in parte inviati al Bagno di Pisa, affinché si dedicassero alle costruzioni navali.
Inizialmente i locali del Bagno furono utilizzati come quartieri militari e successivamente vennero incorporati nell'ospedale di S. Antonio.
Lo spostamento dei simulacri di allora non è documentato; non è dunque noto se i simulacri vennero ricollocati immediatamente nella chiesa di Santa Caterina o trasferiti in magazzino in attesa di destinazione.
Si pensa tuttavia che quattro simulacri siano stati posizionati nella chiesa di Santa Caterina già dal 1753, anno in cui la struttura venne aperta al culto.
Infatti la chiesa, essendo nuova, necessitava di tutti gli arredi, compresi i simulacri, che per l'appunto erano disponibili a poca distanza.
Il quinto simulacro, Gesù morto, fu ceduto invece ai Padri Trinitari e posizionato in uno specifico altare che non era presente nella chiesa di Santa Caterina.
In una guida del 1846 riguardante la chiesa di Santa Caterina è riportata la precisa collocazione dei simulacri dell'epoca.
Viene descritto come all'ingresso si potessero osservare due nicchie laterali munite di cristalli: una a destra contenente la statua di Gesù legato alla colonna e una a sinistra contenente la statua di Gesù della Canna, tenuto in somma venerazione. Intorno a quest'ultima vennero affissi nel tempo numerosi voti e doni in argento, oro e pietre di valore. Vi erano inoltre molte fiaccole e lampade perpetue.

## Lo spostamento della devozione dalGesù che porta la crocealGesù della Pietà
Inizialmente il simulacro a cui i cittadini si rivolgevano per chiedere le grazie era quello del Gesù che porta la croce. Questo era anche il simulacro che veniva portato fuori dal Bagno durante l'annuale processione dei sette dolori di Maria e di conseguenza si pensa che fosse quello più conosciuto dalla popolazione. Nella chiesa di S. Caterina la devozione documentata è però rivolta al Gesù della Pietà, che nel 1853 è stato posizionato nella nicchia sopra l'altare a lui dedicato.
Una delle ipotesi sui motivi di questo cambiamento si basa sulla collocazione dei simulacri: mentre il Gesù che porta la Croce era (ed è ancora) posizionato in una nicchia posta in alto, vicino ad una porta secondaria, il Gesù della Pietà era situato in una nicchia posta in basso, vicino alla porta di ingresso, e di conseguenza più raggiungibile dai fedeli.

## IlGesù della Pietà
Quando i simulacri giunsero nella chiesa di S. Caterina, il Gesù della Pietà venne posizionato in una nicchia a sinistra dell'ingresso principale e, essendo un simulacro ritenuto miracoloso, attorno a lui erano sempre presenti degli ex voto per grazia ricevuta. Vista la grande devozione popolare verso il Gesù della Pietà, nel 1853 i padri Domenicani pensarono di creare una cappella a lui dedicata per posizionarlo in un altare al suo interno.
La soluzione adottata fu quella di chiudere la porta laterale della chiesa (che dava su Via del Forte San Pietro) e di costruire l'altare con nicchia sulla parete così realizzata. La somma per finanziare il nuovo altare venne ricavata principalmente da offerte di benefattori e in parte dalla vendita dei voti in oro e argento rivolti a Gesù della Pietà. Questo spostamento causò inoltre la distruzione della maggior parte degli ex voto di legno che stavano attorno al simulacro e che ne testimoniavano il potere taumaturgico; di conseguenza si verificò un raffreddamento della devozione verso la statua stessa.
Durante lo spostamento, nonostante il simulacro avesse più di centocinquanta anni, non fu documentato alcun restauro.

### Gli ex voto
A Livorno è sempre stata viva la tradizione di portare immagini pittoriche al santuario della Madonna di Montenero, e ciò si è verificato anche per il Gesù della Pietà.

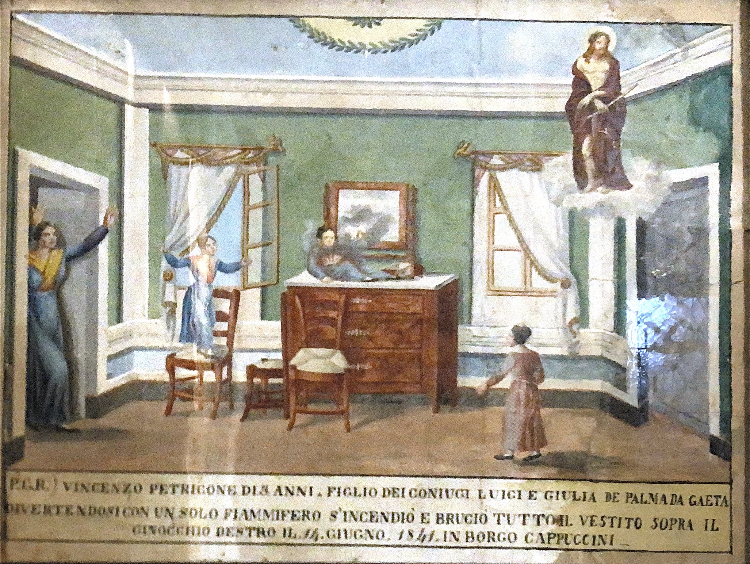
In questo quadretto ex voto, il Gesù della Pietà che appare su una nube è disegnato con ricchezza di particolari e rispetto dell'originale.
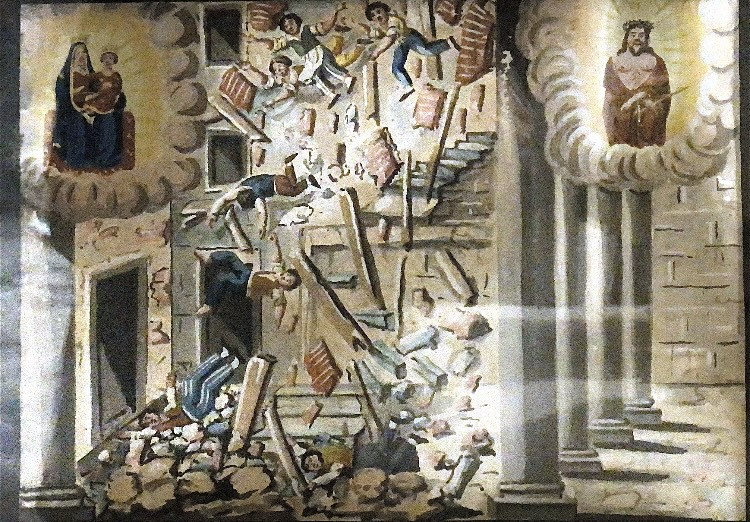
In questo quadretto ex voto compare anche la Madonna di Montenero e sia questa che Gesù della Pietà sono circondati da nubi e raggi di luce. Il disastro dovrebbe essere accaduto durante la costruzione del teatro Leopoldo, adesso Goldoni, che ha le colonne all'ingresso e che venne inaugurato il 24 luglio 1847.
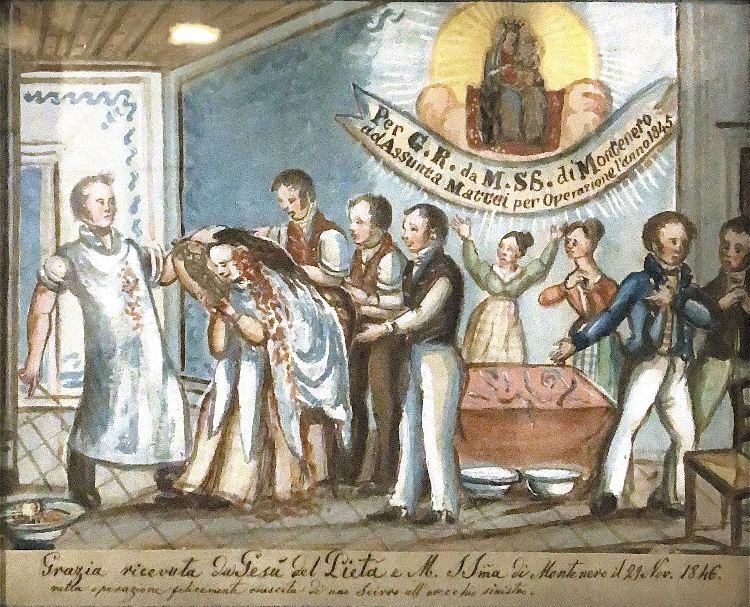
In questo quadretto ex voto, il Gesù della Pietà compare in mano alla paziente che lo sta baciando.
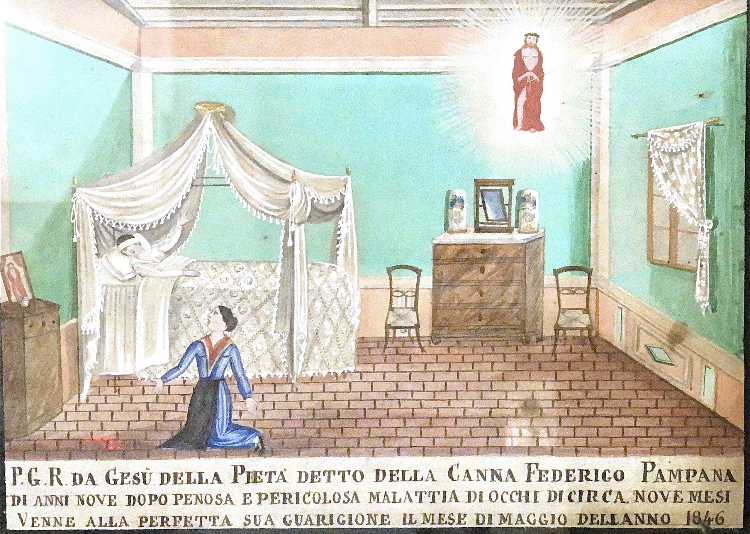
In questo quadretto ex voto appare nella camera, sul mobile di sinistra, un quadretto con Gesù della Pietà in cui si vedono i tendaggi rossi intorno al simulacro.

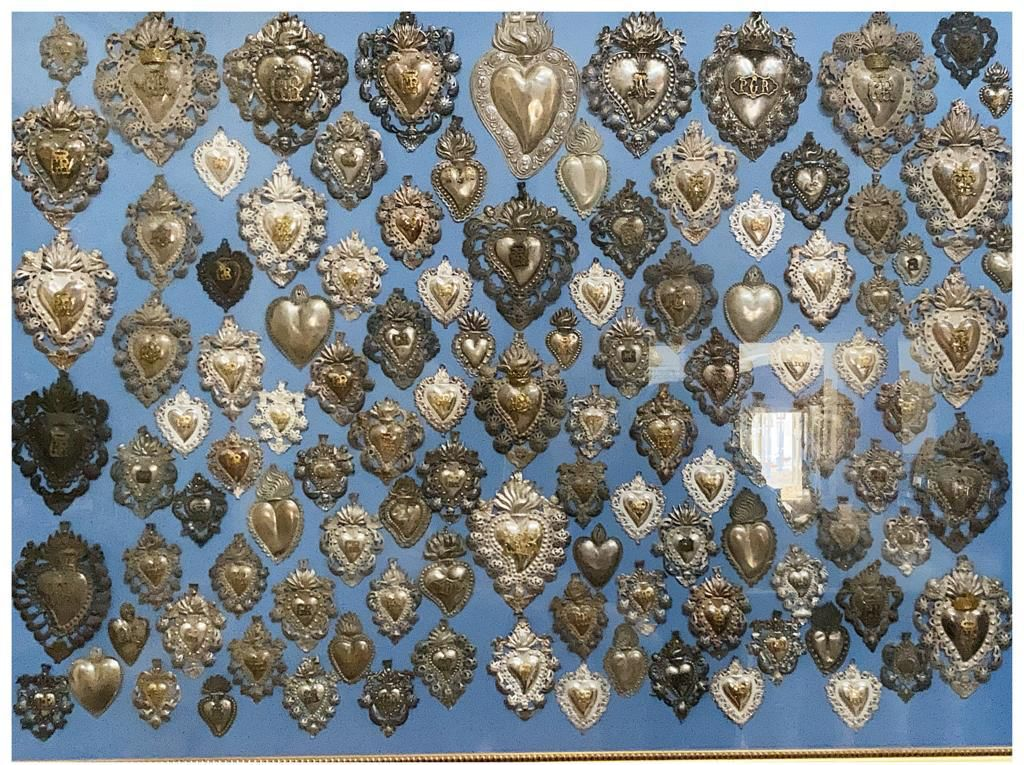
Alcuni degli ex voto in argento contenuti nelle vetrine della cappella

Dopo lo spostamento del simulacro nel nuovo altare, continuò solamente l'offerta di oggetti d'argento e d'oro che sono tuttora conservati in vetrine posizionate nella cappella.
I quadretti ex voto (all'incirca quaranta), sopravvissuti sia ai bombardamenti della seconda guerra mondiale sia alle razzie che seguirono da parte del popolo, non sono più presenti nella cappella di Gesù della Pietà, ma esposti nel corridoio antistante la sacrestia, visitabili negli orari di apertura della chiesa.

### La devozione attuale
La devozione per il simulacro di Gesù della Pietà, seppur diminuita, non è scomparsa e vengono ancora consegnati gli ex voto..
Nel desiderio di riprendere la devozione, i festeggiamenti in onore di Gesù della pietà sono fissati nella seconda settimana di Luglio e preceduti da una novena a lui dedicata. Tutti i venerdì alle ore 10:30 viene celebrata la messa devozionale a Gesù della Pietà (modifica apportata da don Michele Esposto)